# ドナルドの空の監視員
『ドナルドの空の監視員』（ドナルドのそらのかんしいん、原題：Home Defense）は、ウォルト・ディズニー・プロダクション（現：ウォルト・ディズニー・カンパニー）が製作した1943年11月26日公開のアニメーション短編映画作品。ドナルドダック・シリーズの第48作である。

## あらすじ
ドナルドはヒューイ・デューイ・ルーイと共にアメリカの防衛網を構成する防空監視員をしている。そんなある日、居眠りしていたドナルドは知らぬまま非常用のラッパを吹いてしまいヒューイ・デューイ・ルーイを起こしてしまう。怒ったヒューイ・デューイ・ルーイはおもちゃの飛行機で悪戯を仕掛けるがばれてしまい、ドナルドから追放処分を受けてしまう。ところが暫くしてドナルドが使う聴音機にハチが迷い込んでしまい、ハチが出す音を日本軍機動部隊の来襲と勘違いしたドナルドはヒューイ・デューイ・ルーイを呼び戻して迎撃態勢をとるが…。

## スタッフ
- 製作：ウォルト・ディズニー
- 脚本：ジャック・ハンナ
- 音楽：ポール・J・スミス
- 監督：ジャック・キング

## キャスト
| キャラクター   | 原語版               | 旧吹き替え版 | 新吹き替え版 |
| -------------- | -------------------- | ------------ | ------------ |
| ドナルドダック | クラレンス・ナッシュ | 関時男       | 山寺宏一     |
| ヒューイ       | クラレンス・ナッシュ | 土井美加     | 坂本千夏     |
| デューイ       | クラレンス・ナッシュ | 後藤真寿美   | 坂本千夏     |
| ルーイ         | クラレンス・ナッシュ | 下川久美子   | 坂本千夏     |
| ナレーター     | -                    | 江原正士     | -            |

## 日本での公開

### 収録
- 『ドナルドダック・クロニクル Vol.2 限定保存版』（DVD、ブエナ・ビスタ・ホーム・エンターテイメント、新吹き替え版）